# Libério Neves
Libério Neves (Buriti Alegre, 29 de abril de 1934 - Belo Horizonte, 11 de agosto de 2019) foi um escritor e poeta brasileiro. É considerado o primeiro poeta a trazer o concretismo para Minas Gerais.

## Biografia
Antônio Libério Neves nasceu em 29 de abril de 1934, em Buriti Alegre. Mesmo natural de Goiás, se considerava Goianeiro, uma mistura de mineiro com goiano. Era filho de uma família humilde, seu pai, Marinho, era amansador de burros, e sua mãe, Gabriela, dona de casa.
Realizou seus estudos iniciais em Tupaciguara e Uberlândia. Teria se mudado para Belo Horizonte em 1952, aos 18 anos, estudando Direito na Universidade Federal de Minas Gerais. Bacharelou-se em 1960. Dos tempos de formação, fez amigos para a vida inteira, dentre eles Sérgio Sant’Anna, Sebastião Nunes, e Fernando Brant.
Em 1963 fez parte da Semana Nacional de Poesia e Vanguarda, realizada em Belo Horizonte. O evento reuniu os principais nomes da poesia nacional e buscou criar uma linguagem nova e autenticamente brasileira para a poesia, sem abdicar da preocupação comum de atribuir-lhe função participante no contexto da realidade nacional.
Faleceu em 11 de agosto de 2019, depois de passar alguns dias internado numa Unidade de Terapia Intensiva.

### Vida pessoal
Foi casado, por 52 anos, com Marisa. Tiveram 4 filhos: Pedro, Ariano, Adriano e Libério. Seu primeiro livro, Pedro solidão, é uma homenagem ao primeiro filho do casal, que faleceu prematuramente.

## Produção literária
Sua produção poética é fortemente influenciada pelo concretismo dos irmãos Haroldo e Augusto de Campos. Também teve por influências Carlos Drummond de Andrade, Affonso Ávila e João Cabral de Mello Neto. Sobre seu estilo, Libério criou uma estrutura de versos curtos incendiados por uma música verbal singular, que lhe permite ser sofisticado sem ser maneirista, exuberante sem ser barroco.
Suas publicações eram constantes no Suplemento Literário de Minas Gerais, na qual era redator. Inicialmente escrevia exclusivamente poesia, todavia, na década de 1970 se enveredou pela prosa. Nas últimas décadas do século XX destacou-se como autor de literatura infanto-juvenil.

### Livros
- Pedro solidão (1965, poesia).[3]
- Ermo (1968, poesia).[3][4]
- Pequena memória de terra funda (1971, prosa).[3][5]
- Solidão dos muros (prosa).[3]
- Mil quilômetros redondos (1974, prosa).[3][5]
- Força de gravidade em terra de vegetação rasteira (1979).[6]
- Que tal nosso quintal (1980, infanto-juvenil).[3]
- O cavalo amarelo (1982).[3]
- Circulação de sangue (1983).[6]
- A bicicleta encantada (1983).[3]
- Olhos de Gude (1983).[3]
- Animagens (1986).[3]
- Para sonhar que vive (1988).[3]
- Balão de couro (1990).[3]
- Lembrança bate as asas (1991).[3]
- Memória dos cães (1993).[3]
- Voa, Palavra (1995).[3]
- As cores mágicas (1996).[3]
- Fera no estilingue (1999).[3]
- O cavalo e a galinha (1999).[3]
- Você vem comigo? (1999).[3]
- Águas (2000).[3]
- Coisas do coração (2000).[3]
- Peço a palavra (2004).[3]
- Mineragem (2006).[3]
- O homem que virou formiga (2009).[3]
- Papel passado (2013, Antologia Poética).[6]
- Bolas em Jogo (2014).[3]

### Revista Vereda
No início dos anos 1960, ajudou a fundar a revista Vereda, na companhia de outros  poetas como Henry Corrêa de Araújo, Valdimir Diniz e Maria do Carmo Ferreira. O objetivo era, sem deixar de lado a problemática social, fazer poesia concretista. Nessa produção destaca-se seu poema Pássaro em Vertical.

## Homenagens
Recebeu em 1964 o Prêmio Literário Cidade de Belo Horizonte. Em 1969 recebeu o Prêmio Cláudio Manuel da Costa da Secretaria de Educação e Cultura do Estado de Minas Gerais.
Em 2019 foi o homenageado do Salão do Livro Infantil e Juvenil de Minas Gerais.